# Волфрам фон Щайн
Волфрам фон Щайн (на немски: Wolfram Rheingraf vom Stein; * пр. 1194; † 1220) е Рейнграф на Щайн, кръстоносец в Трети кръстоносен поход (1189 – 1191).

## Произход и наследство
Той е син на Зигфрид фом Щайн († сл. 1173), фогт на „Св. Петер“ в Кройцнах, министър на архиепископ Кристиан фон Майнц, и съпругата му Рейнграфиня Лукардис фон Рейнграф († 1194), дъщеря на Ембрихо I Рейнграф († сл. 1155). Внук е на Волфрам де Петра/фон Щайн († пр. 1179).
Резиденцията на графовете на Щайн е замък „Рейнграфенщайн-Щайн“ на река Нае в град Кройцнах. През 1196 г. Волфрам фон Щайн се нарича пръв „Рейнграф“.
Той умира на ок. 26-годишна възраст през 1220 г. Рейнграфофете фом Щайн загубват през 1279 г. собствеността си в Рейнгау след битката при Шпрендлинген с Вернер фон Епщайн, курфюрст и архиепископ на Майнц († 1284), но запазват териториите си на Нае, около Кройцнах и Кирн.
През 1350 и 1409 г. Рейнграфовете наследяват двете линии на „Вилдграфовете“ и започват да се наричат „Вилд- и Рейнграфове“.

## Фамилия
Волфрам фон Щайн се жени 1187 г. за Гуда фон Боланден (* пр. 1187; † пр. 1219), дъщеря на Филип II фон Боланден († 1187/1198) и Хилдегард фон Хагенхаузен, дъщеря на Герхард I фон Хагенхаузен (ок. 1131 – 1178). Те имат децата:
- Ембрихо III фон Щайн († сл. 1241), Рейнграф, женен за графиня Аделхайд фон Цигенхайн-Нида († сл. 1232)
- Зигфрид фон Щайн (* между 1188 и 1197; † 19 март 1246), епископ на Фрайзинг и Регенсбург (1227 – 1246)
- Волфрам фон Щайн Рейнграф († сл. 1213), каноник, провост в „Св. Петер“ в Кройцнах
- Вернер I фон Рейнграф († сл. 1232/1233).
- Ебер фон Щайн († сл. 1230)